# Тамаш Юліан Сильвестрович
Тамаш Юліан Сильвестрович (нар. 4 серпня 1950, Вербас, Воєводина, нині Сербія) — русинський український поет, прозаїк, славіст.
Іноземний член Національної академії наук України. Президент Воєводинської академії наук та мистецтва в Новому Саді. Почесний доктор Ужгородського національного університету

## З біографії
Народився 4 серпня 1950 р. у Вербасі (Югославія, нині Сербія).
Студіював югославську літературу в Новому Саді, здобув ступінь доктора наук. Очолює Академію наук і мистецтв Воєводини.
На його думку, «русини у Південній Угорщині та Воєводині належать до найдавнішої західної української діаспори — одного з коренів українського дерева, — яка почала формуватись з половини XVIII століття… тому русинів слід вважати реґіональною ідентичністю українського народу і нації сучасної України».

## Творчість
Автор монографій «Русинська література», «Українська література між Сходом та Заходом» (сербськ., М.); книжок поезій «Небо на колінах», «Пісні про порох», «Звичайний день», «Впадемо наче
роса», «Втіха природи», «Пісок і час», «Золота хмара»; роману «Скупаний у вічності»; книжок-есе «Очерет, який думає», «Гавриїл Костельник між доктриною та природою», «Володимир Гнатюк й ідентитет русинів Угорщини і Югославії», «Дарунки моїх братів».